# Жуан де Деуш Пінейру
Жуан де Деуш Пінейру (порт. João de Deus Pinheiro; нар. 11 липня 1945, Лісабон) — португальський політик і науковець, професор, міністр закордонних справ Португалії, колишній міністр освіти та член Європейської комісії.

## Біографія
Народився 11 липня 1945 року в Лісабоні. У 1976 році закінчив університет в Бірмінгемі, хімічне машинобудування.
Викладав в університеті, згодом професор. У 80-ті двічі обіймав посаду заступника ректора. З 1985 року ректор університету. У 1993 році Бірмінгемський університет присудив йому звання почесного доктора технічних наук.
З 1982 року державний секретар в одному з міністерств. З 1985 по 1995 рік обіймав посаду члена Зборів Республіки Португалія від імені правоцентристської Соціал-демократичної партії Португалії. У 1985 році став міністром освіти, в тому ж році був призначений міністром освіти і культури. З 1987 по 1992 рік займав посаду міністра закордонних справ Португалії. 27 січня 1992 року підписав в Києві Протокол про встановлення дипломатичних відносин між Україною і Португалією.
З 1993 по 1999 рік входив до складу Європейської комісії. З 2000 по 2005 рік директор португальського енергетичного холдингу.
З 2004 по 2009 рік член Європейського парламенту. Був заступником голови групи Європейської народної партії — Європейські демократи, а також членом профільного комітету Європарламенту.